# Umbri
██ Liguri
██ Veneti
██ Etruščani
██ Piceni
██ Umbri
██ Latini
██ Osci
██ Mesapijci
██ Grci
Umbri su italski narod po kome je ime dobila pokrajina Umbrija, oblast koja se u drevno doba prostirala od rijeka Tiber i Nar do jadranske obale. Umbrijski jezik je pripadao oskičko-umbrijskoj grupi jezika, srodnoj latinskom. Umbriji su između 9. i 4. stoljeća pr. Kr. gradili naselja gradskog tipa, u čijim su ruševinama arheolozi  tragove trgovine s Etruščanima i Grcima.
Plinije Stariji je Umbre nazvao najstarijim narodom Italije.
Rimljani su u kontakt s Umbrijima došli 310. pr. Kr. Nakon toga su počeli osnivati kolonije na umbrijskim teritorijama, koje su potpuno osvojili oko 260. pr. Kr. Umbriji su postupno postali rimsko građanstvo te su se asimilirali u Rimljane, iako ih je dio sudjelovao u Savezničkom ratu.